# Balla Tounkara
Balla Tounkara es un cantante y luthier de koras maliense. Nació en una familia de griots, que son narradores de cuentos tribales.
Tonkara aprendió a tocar el kora cuando era niño. Actualmente interpreta música tradicional de Malí y fusiones de ritmos africanos con influencias occidentales. Ha publicado varios álbumes y toca tanto en solitario como con un grupo llamado «Groupe Spirite». Actualmente vive en Boston, Estados Unidos.
- Datos: Q4465538